# Südpazifikspiele 2003/Badminton

Logo der Südpazifikspiele 2003

Bei den Südpazifikspielen 2003 wurden vom 28. Juni bis zum 12. Juli 2003 in Suva, Fidschi, sechs Badmintonwettbewerbe ausgetragen.

## Medaillengewinner
| Disziplin    | Gold                          | Silber                          | Bronze                           |
| ------------ | ----------------------------- | ------------------------------- | -------------------------------- |
| Herreneinzel | Fabien Kaddour                | Burty Molia                     | Nicola Martoredjo                |
| Dameneinzel  | Karyn Whiteside               | Valérie Sarengat                | Liakimoui Mapa                   |
| Herrendoppel | Thommy Sargito Florent Mathey | Ryan Fong Filivai Molia         | Fabien Kaddour Nicola Martoredjo |
| Damendoppel  | Karyn Whiteside Alyssa Dean   | Lia Mapa Geraldine Agnes Yee    | Valérie Sarengat Cécile Sarengat |
| Mixed        | Burty Molia Karyn Whiteside   | Fabien Kaddour Valérie Sarengat | Ryan Fong Lia Mapa               |
| Team         | Fidschi                       | Neukaledonien                   | Wallis und Futuna                |